# 週刊よし★じゅん
週刊よし★じゅんは、2016年4月3日から2024年9月29日までJRTラジオで放送をされていた番組。

## 概要
- 放送時間は毎週日曜の16:30-17:30[注 1]。
- 毎週、遠藤貴巳（愛称 エンディー）、物部純子（愛称 ジュディー）両アナの息ピッタリなやり取りで進行。物部はフォーカス徳島とは異なる姿を感じさせる。
- ジュディーの声マネ（主に菊池桃子、ドラえもん、同期の中山千桂子アナ）や天然ボケ、エンディーの江戸っ子風の強烈なツッコミが番組の目玉であった。
- 基本的にはフリートーク→曲→各種コーナーという流れであった。
- 半年に一度「MVP」を決め、選ばれたリスナーにはオリジナルタンブラーがプレゼントされた（以前はポイント制だった）
- 年末（あるいは年明け）には、「赤白歌合戦」という特別企画が組まれている。これはリスナーが自由に設定した対決テーマに基づき、白組と赤組の両方から1曲ずつリクエストを投稿し、それにエンディーやジュディーの歌唱も加わる。勝敗はオンエアを聴いたリスナーが番組宛に投稿したメッセージでどちらに一票入れるかを決めてもらい（審査基準は個々のリスナーに委ねられている）次回オンエアで開票し、より投票の多かった方が勝ちとなった。

## パーソナリティ
ともに四国放送アナウンサー。両者は過去に『サタデージャンクション とんでもナイト』、『えんやこらワイド』(木・金曜)でもコンビを組んでいた。 
- 遠藤貴巳
- 物部純子

## コーナー

### 現在
物部劇場
中山千桂子の人生相談

### 過去
君は天然色
リスナーの身近にいる天然系・ナチュラーを紹介。ナチュラーは、エンディーが勝手に作った和製英語。
スイートメモリーズ・思い出の歌
リスナーからのあの時流れていた曲、この歌を聴けばあのシーンが浮かぶなどの思い出とともに曲を紹介。
来週の楽しみ、来週の不安
来週修学旅行がある、発表会がある、面接があるなど、リスナーの来週のわくわくどきどき予定を紹介。=
今週の気になったニュース
エンディーが一週間のニュースの中からピックアップして紹介する。
来週の物部さん
リスナーからのサザエさんの次回予告風に四国放送アナウンサーをネタにした架空の次回予告を紹介。
よしじゅん日曜劇場
リスナーが創ったエンディーやジュディーを題材にしたショートストーリーを紹介。
僕たちの失敗
リスナーが経験した失敗談やエンディーの放送中のミスに対する指摘などを紹介。
レッドデータブック
リスナーが昔見かけたけど最近見なくなったモノを紹介。

## 出来事

### 2018年
- よしじゅんの2人が司会を務めたカラオケ大会で、エンディーが「普段は『週刊よしじゅん』をやっている時間に放送をします」という告知に会場は静かになった。当時の同番組の知名度が低かった事がわかるエピソードである。

### 2019年
- 特番などで放送休止となる週が多かった。
- あすたむらんど徳島での四国放送まつりにて、番組初の公開生放送が行われた。そこでは遠距離常連リスナーの来場、ジュディーと中山のW「中山千桂子で～す｣、よしじゅんそれぞれの生歌、エンディーが育てた野菜のプレゼントが行われた。
- RSK山陽放送の国司憲一郎アナウンサーが自身の担当ラジオ番組で「2人のアナウンサーがよ～喋る番組」だと賞賛をする事が何度かあった。
- 年末に四国放送ラジオ第3スタジオに事前抽選で選ばれたリスナー50人を招き、番組初の公開録音・2時間SPを行った。当日は途中で中山の物真似の腕を競う中山千桂子選手権が行われ、審査委員長として(当日日勤ニュース勤務だった)中山が登場をした。翌2020年2回目の放送ではこの時のSPに関するメール紹介だけで50分程費やした。